# The Wistful Widow of Wagon Gap
The Wistful Widow of Wagon Gap este un film de comedie westren american din 1947. În rolurile principale joacă actorii Bud Abbott și Lou Costello.

## Distribuție
- Bud Abbott ca Duke Egan
- Lou Costello ca Chester Wooley
- Marjorie Main ca Widow Hawkins
- Audrey Young ca Juanita Hawkins
- George Cleveland ca Judge Benbow